# 2-й Коптельский переулок
Второ́й Копте́льский переу́лок — небольшая улица в центре Москвы в Красносельском районе между Большой Спасской улицей и Грохольским переулком.

## Происхождение названия
Так же как и 1-й Коптельский, 2-й Коптельский переулок получил название по существовавшим здесь ручью, пруду или кабаку Коптелка (название какого из этих объектов первично, неизвестно). В справочниках указывается, что до 1917 года переулок значился также как Глухарёвский, Калининский (по фамилиям домовладельцев) и Безымянный, но эти же названия (кроме Безымянного) приписываются в прошлом и Глухарёву переулку, который находится между нынешними Грохольским переулком и Большой Спасской улицей. Возможно, этот комплекс названий «путешествовал» по планам города между соседними переулками, что привело к путанице.

## Описание
2-й Коптельский переулок начинается слева от Большой Спасской, проходит на север и выходит на Грохольский переулок.